# Tina Turner
Tina Turner (tên khai sinh: Anna Mae Bullock; 26 tháng 11 năm 1939 – 24 tháng 5 năm 2023) là nữ ca sĩ, vũ công, diễn viên và nhà văn sinh tại Mỹ, có sự nghiệp kéo dài hơn nửa thế kỷ, mang về nhiều giải thưởng và công nhận rộng rãi. Bà sinh trưởng tại miền Đông Nam Hoa Kỳ, khi qua đời mang quốc tịch Thụy Sĩ.
Bà khởi nghiệp ca hát vào những năm 1950 khi tham gia nhóm nhạc Kings of Rhythm của Ike Turner, thu âm lần đầu tiên vào năm 1958 dưới nghệ danh "Little Ann." Bà bắt đầu giới thiệu bản thân bằng cái tên Tina Turner vào năm 1960, khi là thành viên của nhóm Ike & Tina Turner Revue. Nhóm ra mắt nhiều đĩa đơn ăn khách, bao gồm "A Fool in Love", "River Deep – Mountain High" (1966), "Proud Mary" (1971) và "Nutbush City Limits" (1973), một ca khúc mà bà tự sáng tác. Trong cuốn hồi ký I, Tina (1986), bà tiết lộ nhiều trường hợp bạo hành gia đình nghiêm trọng giữa Ike Trevor Turner và bà, gây nên sự rạn nứt năm 1976 và ly hôn năm 1978. Được nuôi dạy theo đạo Báp-tít, bà chuyển sang Phật giáo Nichiren Shoshu năm 1971.
Sau khi ly hôn, bà gầy dựng lại sự nghiệp thông qua những màn trình diễn trực tiếp. Vào đầu thập niên 1980, bà ra mắt nhiều sản phẩm âm nhạc ăn khách, bắt đầu với đĩa đơn 1983 "Let's Stay Together" và album đơn ca thứ năm Private Dancer (1984). Đĩa đơn "What's Love Got to Do with It" trích từ album trên thắng 3 giải Grammy, bao gồm hạng mục "Thu âm của năm". Bà tiếp tục phát hành các album giành chứng nhận đa Bạch kim Break Every Rule (1986) và Foreign Affair (1989), với các đĩa đơn "We Don't Need Another Hero (Thunderdome)", "The Best" và "GoldenEye" trong bộ phim James Bond cùng tên. Ngoài sự nghiệp âm nhạc, Turner còn gặt hái nhiều thành công ở lĩnh vực điện ảnh, bao gồm vai Acid Queen trong bộ phim nhạc kịch rock Tommy (1975), vai chính bên cạnh Mel Gibson trong bộ phim hành động Mad Max Beyond Thunderdome (1985) và Last Action Hero (1993).
Với doanh số album và đĩa đơn trên toàn cầu xấp xỉ đạt 100 triệu bản, Turner là một trong những nghệ sĩ âm nhạc bán đĩa chạy nhất thế giới. Bà nổi tiếng bởi những màn trình diễn sôi động trên sân khấu, chất giọng nội lực và sự nghiệp kéo dài, giúp bà được mệnh danh là "Nữ hoàng nhạc Rock 'n' Roll". Bà là chủ nhân của 7 giải Grammy và 3 giải của Đại lộ danh vọng Grammy. Rolling Stone xếp bà ở vị trí thứ 63 trong danh sách "100 nghệ sĩ vĩ đại nhất" và vị trí thứ 17 trong "100 ca sĩ vĩ đại nhất". Bà được vinh danh tại Đại sảnh Danh vọng Rock and Roll năm 1991.

## Thời thơ ấu
Anna Mae Bullock sinh ngày 26 tháng 11 năm 1939 tại Nutbush, một khu vực chưa hợp nhất ở Quận Haywood, Tennessee; trong gia đình của Zelma Priscilla (nhũ danh Currie) và Floyd Richard Bullock. Anna Mae sinh ở Trang trại Poindexter tại Đường cao tốc 180, nơi bố bà làm công việc trông coi cấy rẽ. Bà mang dòng máu Mỹ Phi, với xấp xỉ 33% của người châu Âu và 1% tổ tiên người bản địa Mỹ. Anna Mae có một người chị gái, Ruby Aillene. Khi còn nhỏ, Anna Mae và Aillene bị chia cách khi bố mẹ họ dời về Knoxville, Tennessee để làm việc tại một cơ sở quốc phòng trong thời Thế chiến Thứ hai. Anna ở lại với ông bà nội nghiêm khắc và sùng đạo, Alex và Roxanna Bullock, là thầy phó tế và nữ chấp sự tại Nhà thờ Báp-tít Woodlawn Missionary, ở Đường Woodlawn, Highway 19. Sau chiến tranh, chị em bà đoàn tụ với bố mẹ và chuyển tới Knoxville. Hai năm sau, gia đình họ trở về Nutbush để sống cùng cộng đồng Flagg Grove, nơi Anna theo học ở trường Tiểu học Flagg Grove cho đến lớp 8. Năm 1889, người ông bác của bà bán một mảnh đất, mà sau đó xây lên ngôi trường này.
Khi còn trẻ, Anna Mae hát ở dàn hợp xướng của Nhà thờ Báp-tít Nutbush's Spring Hill. Khi 11 tuổi, mẹ bà đột ngột bỏ đi, tìm tự do khỏi mối quan hệ lạm dụng với Floyd Bullock. Zelma đến sống ở St. Louis cùng với bà bác của Anna Mae. Ở tuổi thiếu niên, Anna Mae làm việc như một công nhân cho gia đình nhà Henderson. Khi Anna Mae 13 tuổi, bố của bà kết hôn với một người đàn bà khác và dời đến Detroit. Anna Mae và chị gái phải trở về sống cùng bà Georgeanna ở Brownsville, Tennessee. Trong cuốn hồi ký I, Tina, Anna Mae cảm thấy mẹ không yêu thương và "không mong muốn" bà, khẳng định mẹ bà muốn tách biệt khỏi bố khi mang thai mình. "Bà ấy là một người phụ nữ trẻ tuổi không muốn có thêm đứa con nào nữa", Anna Mae viết. Mối quan hệ của bà với mẹ mãi đến năm 1999, sau cái chết của Bullock, mới được hàn gắn.
Lấy hình tượng tomboy, Anna Mae tham gia đội cổ động viên và bóng rổ nữ ở trường Trung học Carver tại Brownsville và "hòa nhập mỗi khi bà có thể." Bạn trai đầu tiên của bà, khi còn sống ở Brownsville, tên là Harry Taylor, người định theo học một ngôi trường đối lập với bà. Taylor đã chuyển tới trường của Anna để gần gũi với bà hơn. Mối quan hệ của họ chấm dứt khi Anna Mae biết Harry đã cưới một người phụ nữ khác. Khi 16 tuổi, bà của Anna Mae đột ngột qua đời. Sau lễ tang, Anna Mae sống cùng mẹ tại St. Louis, nơi bà đoàn tụ với chị gái của mình. Tại đó, Anna Mae tốt nghiệp tại trường Trung học Sumner và làm phụ tá y tá ở Bệnh viện Barnes-Jewish và ước mơ trở thành một y tá.

## Sự nghiệp

### 1958–76: Ike & Tina Turner

#### 1958–60: Khởi đầu

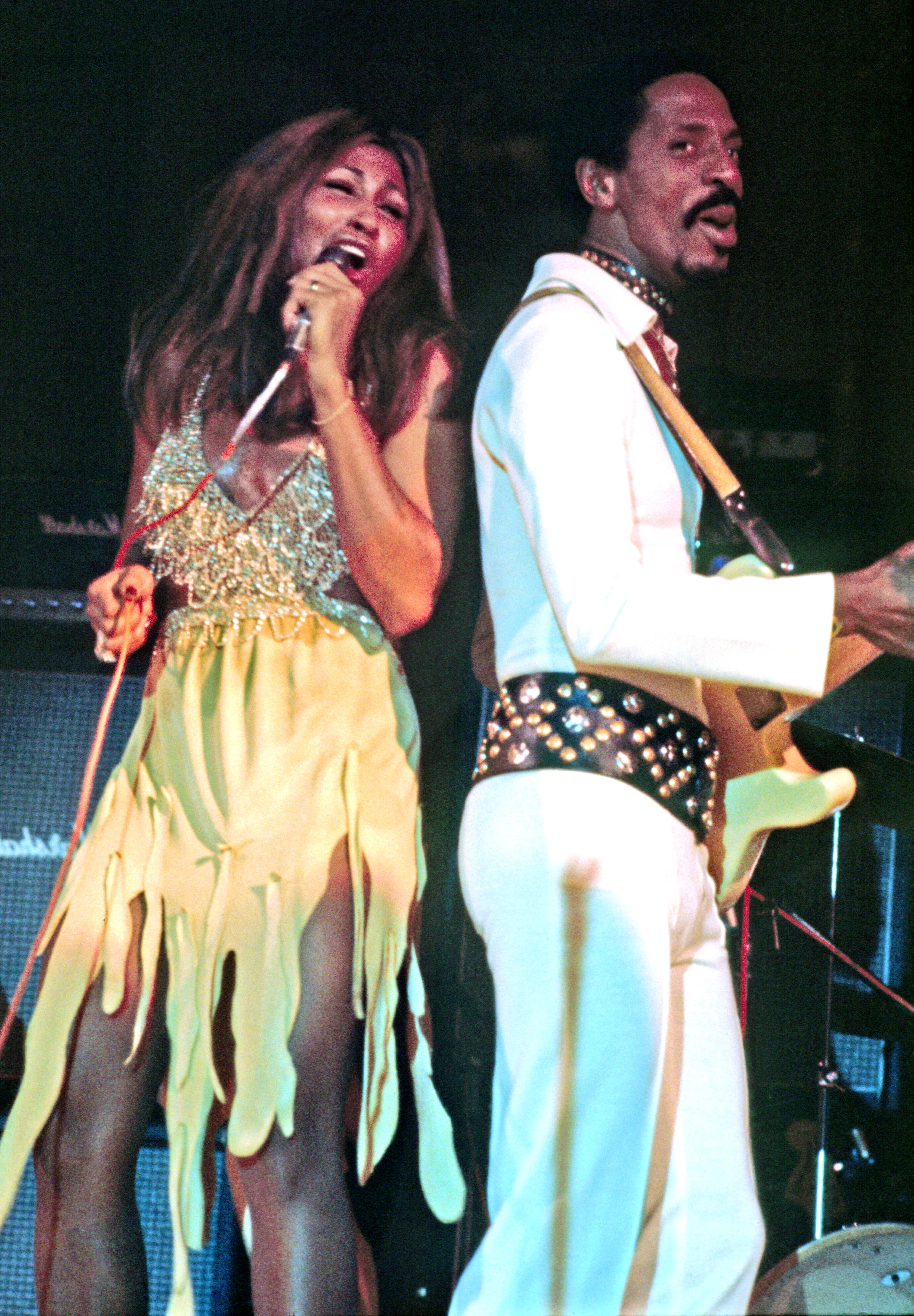
Turner trình diễn với Ike Turner tại Hamburg, Đức năm 1972.

Anna và chị gái bắt đầu đến những hộp đêm ở khu vực St. Louis và Đông St. Louis một cách thường xuyên. Tại Club Manhattan, một hộp đêm tại Đông St. Louis, bà tìm thấy Ike Turner và ban nhạc của ông, Kings of Rhythm, đang trình diễn. Anna bị ấn tượng bởi âm nhạc và tài năng của Ike, khẳng định âm nhạc của trưởng nhóm khiến bà "ngây ngất." Anna cảm thấy muốn trình diễn với ban nhạc của Ike dù rất ít phụ nữ được hát với ông. Một đêm, khi Anna 18 tuổi, tay trống Gene Washington của ban nhạc trao microphone cho bà trong giờ giải lao. Lúc bà cất tiếng hát, Ike hỏi liệu bà có biết nhiều ca khúc hay không và bà được hát cả đêm, trở thành giọng ca khách mời từ đó trở đi. Trong thời gian này, Ike dạy bà cách kiểm soát giọng và trình diễn. Bà thu âm lần đầu vào năm 1958, khi hát bè dưới nghệ danh "Little Ann" trong bài hát "Box Top" của Ike Turner, bên cạnh ca sĩ Carlson Oliver.
Năm 1960, Ike sáng tác một bài hát R&B, "A Fool in Love" dành cho ca sĩ Art Lassiter trong nhóm Kings of Rhythm. Lassiter không thể có mặt tại phòng thu và Anna sau cùng trình bày bài hát này sau nhiều lần nài nỉ Ike. Ike đồng ý dùng giọng của bà trong bản thu thử của bài hát, để dễ dàng xóa đi và thêm giọng hát của Lassiter sau này. Dù vài người cảm thấy bản thu thử "cao vút" và "chát tai" với giọng hát của Anna, bài hát này lại được chơi thường xuyên trên sóng phát thanh ở St. Louis. Một DJ địa phương tại St. Louis, Dave Dixon thuyết phục Ike gửi đoạn băng đến Juggy Murray, chủ tịch hãng đĩa R&B Sue Records. Từ khi nghe bài hát, Murray lấy làm ấn tượng với giọng hát của Anna, sau đó khẳng định chất giọng của bà "nghe như tiếng thét lay động... đúng là một âm thanh hào hứng." Murray mua lại bài hát và trả Ike 25.000 đô-la Mỹ phí thu âm và xuất bản. Murray còn thuyết phục Ike biến Anna thành "ngôi sao của chương trình." Thời gian này, Ike Turner đổi tên bà thành Anna Mae Bullock "Tina", vì cái tên vần với nhân vật truyền hình Sheena. Có thông tin cho rằng việc đổi tên là để bà không thể cắt đứt và tự tạo tên tuổi cho chính mình. Ike Turner cảm thấy nếu Anna Mae Bullock bỏ đi, ông ta có thể thay thế bà với một ca sĩ khác và trình diễn như Tina.

#### 1960–65: Vươn đến thành công
"A Fool in Love" phát hành vào tháng 7 năm 1960 và đạt thành công gần như tức thì, giữ hạng 2 trên bảng xếp hạng Hot R&B Sides và hạng 27 trên Billboard Hot 100 tháng 10 năm đó. Kurt Loder miêu tả bài hát là "đĩa thu âm đậm chất da màu nhất lọt vào bảng xếp hạng của người da trắng kể từ bài hát phúc âm 'What'd I Say' của Ray Charles vào mùa hè năm trước." Đĩa đơn pop thành công thứ hai, "It's Gonna Work Out Fine" (1961) vươn đến top 20 và giành đề cử giải Grammy cho "Trình diễn Rock and Roll hay nhất". Các đĩa đơn R&B nổi bật của họ trong thời gian hợp tác với hãng Sue Records bao gồm "I Idolize You", "Poor Fool" và "Tra-La-La-La." Năm 1964, Ike & Tina chuyển sang hãng Kent Records, phát hành đĩa đơn "I Can't Believe What You Say." Năm kế đến, họ ký kết với Loma Records, một hãng thu âm con của Warner Bros. Records do Bob Krasnow—người trở thành quản lý của họ không lâu sau khi rời Sue Records—điều hành. Giữa năm 1964 và 1969, Ike & Tina ký hợp đồng với hơn 10 hãng đĩa.
Cặp đôi giữ vững độ phổ biến thông qua một chuyến lưu diễn nghiêm ngặt trên khắp nước Mỹ, trình diễn suốt 99 ngày liền tại quốc gia này. Trong thời gian trình diễn ở Chitlin' Circuit, Ike và Tina Turner Revue trở thành "một trong những nhóm nhạc R&B hấp dẫn, củng cố và gây bùng nổ nhất", là đối thủ với James Brown Show về tính ngoạn mục trong âm nhạc. Các đêm nhạc do Ike Turner dàn dựng mang về thành công về tài chính, giúp cả hai có thể trình diễn trước khán giả đa dạng ở vùng Đông Nam Mỹ, dựa vào số tiền họ kiếm được ở các hộp đêm Nam Mỹ. Giữa năm 1963 và 1966, ban nhạc lưu diễn liên tục mà không phát hành thêm đĩa đơn ăn khách nào. Tina nổi tiếng sau khi trình diễn đơn ca trên nhiều chương trình như American Bandstand và Shindig!, trong lúc ban nhạc xuất hiện trên Hollywood A Go-Go, The Andy Williams Show và bộ phim The Big T.N.T. Show (1965).

#### 1965–75: Bứt phá
Năm 1965, Phil Spector nhìn thấy màn trình diễn của Ike & Tina ở Los Angeles và mong muốn hợp tác với Tina. Thực hiện một hợp đồng, Spector trao cho Ike số tiền 20.000 đô-la Mỹ phí thu âm. Cùng Spector, Tina sản xuất bài hát "River Deep - Mountain High", phát hành theo hãng thu âm Philles của Spector. Spector gọi bản thu âm này, với nguồn năng lượng dồi dào của Tina trên nền âm thanh giao hưởng, là tác phẩm hay nhất của ông. Bài hát gặt hái thành công tại các nước hải ngoại, đạt hạng 3 tại UK Singles Chart nhưng chỉ vươn đến hạng 88 tại Hoa Kỳ. Bị thất vọng, Spector không bao giờ ký kết một nghệ sĩ khác với hãng Philles và sản xuất độc lập lần nào nữa. Nhưng ảnh hưởng của bản thu âm này giúp Ike và Tina mở màn cho chuyến lưu diễn Anh Quốc của nhóm The Rolling Stones mùa thu năm đó, trong khi cả ban nhạc Revue mở rộng biểu diễn khắp châu Âu và Úc. Ký kết với Blue Thumb Records năm 1968, nhóm Revue ra mắt nhiều album đậm chất blues như Outta Season và The Hunter. Outta Season xuất bản đĩa đơn "I've Been Loving You Too Long" của Otis Redding, trong khi bài hát chủ đề của The Hunter, do Albert King sản xuất, giành cho Tina đề cử giải Grammy cho "Trình diễn giọng R&B nữ xuất sắc nhất". Thành công của những album này giúp cho nhóm Revue biểu diễn chính tại Las Vegas, nơi có sự góp mặt của nhiều người nổi tiếng như David Bowie, Sly Stone, Janis Joplin, Cher, James Brown, Ray Charles, Elton John và Elvis Presley.

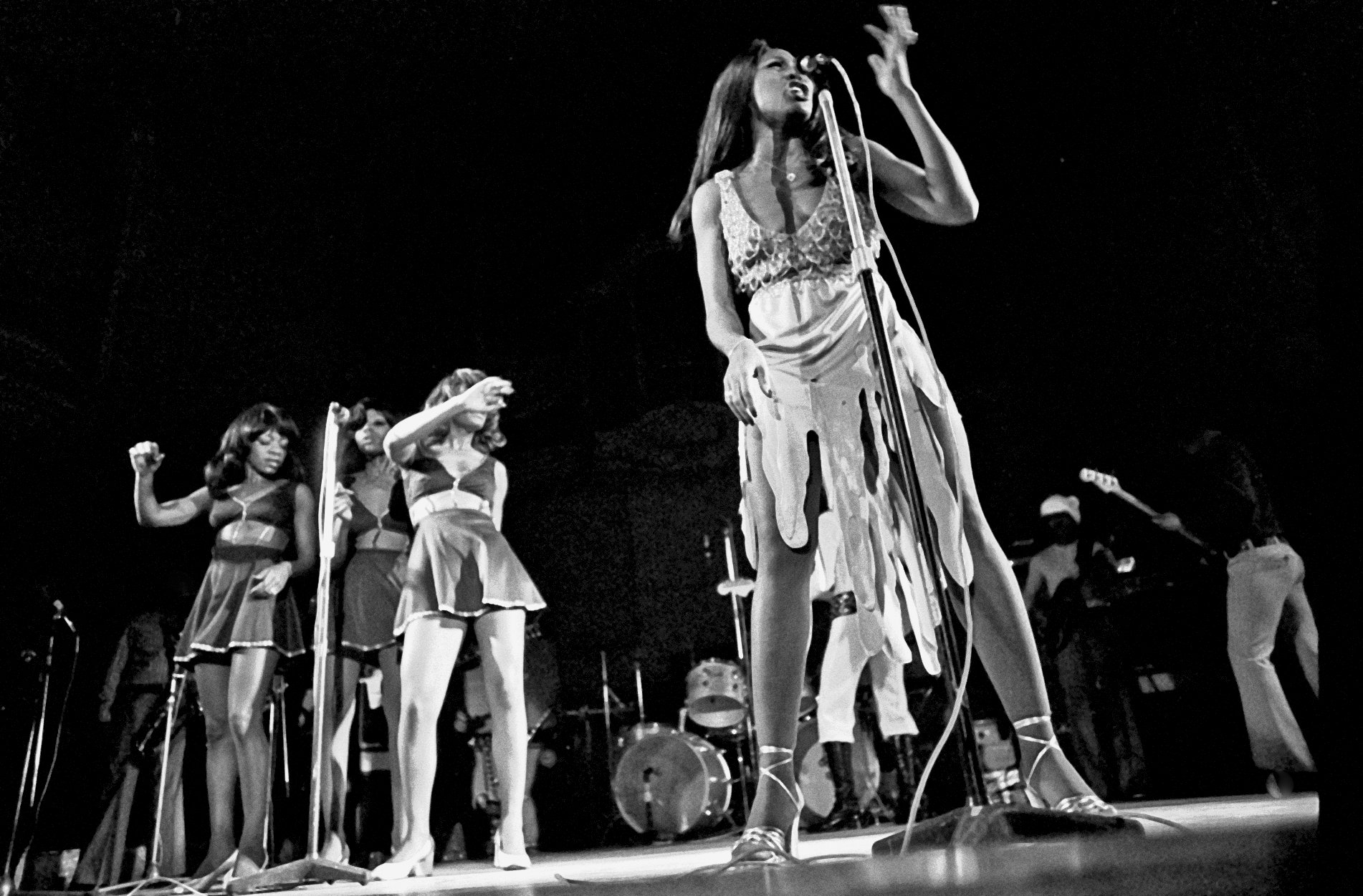
Turner trình diễn năm 1972

Năm 1969, nhóm Revue trở nên nổi tiếng trong nước sau khi mở đầu cho chuyến lưu diễn của Rolling Stones. Năm 1970, họ trình bày trên The Ed Sullivan Show. Thành công của chuyến lưu diễn giúp The Revue ký hợp đồng với Liberty Records, nơi họ xuất bản hai album Come Together và Workin' Together, lần lượt vào năm 1970 và 1971. Come Together cho ra đĩa đơn top 40 đầu tiên, "I Want to Take You Higher" của Sly and the Family Stone. Come Together đánh dấu một cột mốc quan trọng trong sự nghiệp của họ khi chuyển từ thể loại R&B thường thấy để kết hợp nhiều giai điệu rock hơn. Đầu năm 1971, phiên bản trình bày lại "Proud Mary" của Creedence Clearwater Revival giúp họ đạt hạng 4 trên Hot 100 và bán hơn 1 triệu bản, thắng giải Grammy cho "Trình diễn song ca hoặc nhóm nhạc giọng R&B xuất sắc nhất". Cuối năm đó, album trực tiếp What You Hear Is What You Get được ghi lại từ Đại sảnh Carnegie, đạt chứng nhận Vàng. Năm 1972, Ike Turner thành lập phòng thu Bolic Sounds, gần nhà của họ ở Inglewood. Sau khi United Artists Records mua lại hãng Liberty, cả hai cũng ký kết với hãng này, phát hành 10 album trong thời hạn 3 năm. Đĩa đơn ăn khách cuối cùng của họ, "Nutbush City Limits" xuất bản năm 1973, đạt hạng 22 trên Hot 100 và hạng 4 tại Anh. Năm 1974, Tina ra mắt album đơn ca đầu tiên Tina Turns the Country On!, thắng một đề cử giải Grammy.
Năm đó, Tina đến Luân Đôn để tham gia thu hình bộ phim nhạc kịch rock, Tommy. Bà vào vai The Acid Queen và hát một ca khúc cùng tên. Diễn xuất của Turner được khen ngợi. Sau khi hoàn tất, Turner xuất hiện với Ann-Margret trong một chương trình đặc biệt tại Luân Đôn. Trở về Mỹ, Turner tiếp tục sự nghiệp với The Revue. Sau khi phát hành Tommy, một album đơn ca khác của Turner, Acid Queen lên kệ năm 1975.

#### 1976: Sụt giảm
Đến giữa những năm 1970, chứng nghiện ngập cocaine của Ike Turner đã vượt quá mức kiểm soát. Trong thời gian này, Tina chuyển sang Phật giáo Nichiren và tụng kinh Nam Myoho Renge Kyo để giúp bà vượt qua những căng thẳng trong hôn nhân và sự nghiệp. Vì lạm dụng ma túy mà nhiều chương trình của Ike bị hủy bỏ hoặc hoãn lại. Tháng 7 năm 1976, Ike Turner dự định rời khỏi United Artists Records để ký một hợp đồng 5 năm trị giá 150.000 đô-la Mỹ với Cream Records. Hợp đồng hoàn tất ngày 6 tháng 7. Ngày 2 tháng 7, Ike và Tina đang trên đường từ Los Angeles đến Dallas để trình diễn ở Dallas Statler Hilton. Cả hai dính vào một vụ ẩu đả trên đường đến khách sạn. Không lâu sau, Tina bỏ chạy khỏi khách sạn và trốn ở nhà một người bạn.
Ngày 27 tháng 7, Tina đệ đơn ly hôn vì nhiều khác biệt không thể hòa giải. Dù vậy, vì đột ngột chấm dứt với Ike trong lúc lưu diễn, bà phải chịu trách nhiệm pháp lý vì hủy bỏ nhiều đêm nhạc. Sau một năm ở tòa, cuộc ly hôn của họ hoàn thành ngày 29 tháng 3 năm 1978. Theo đó, bà hoàn toàn chia rẽ với Ike, chỉ giữ lại nghệ danh và nhận trách nhiệm về số tiền nợ do hủy lưu diễn cũng như số tài sản đáng kể cùng Internal Revenue Service.

### 1977–82: Trở lại âm nhạc
Năm 1977, với số tiền của chủ tịch hãng United Artists, Richard Stewart trao cho bà, Tina trở lại sân khấu, trình bày nhiều đêm nhạc ở Las Vegas với bối cảnh quán rượu tạp kỹ, lấy cảm hứng bởi những chương trình mà bà được xem lúc còn là thành viên nhóm Ike & Tina Turner Revue. Bà đem bối cảnh này đến những nhà hát nhỏ hơn tại Mỹ. Turner tăng thêm thu nhập trong nhiều chương trình như The Hollywood Squares, Donny and Marie, The Sonny & Cher Show và The Brady Bunch Hour. Cuối năm 1977, Turner mở màn chuyến lưu diễn đơn ca xuyên khắp nước Úc. Năm 1978, United Artists phát hành album đơn ca thứ ba của Turner, Rough phân phối tại Bắc Mỹ và châu Âu bởi EMI. Album này và sản phẩm tiếp theo, Love Explosion mang đôi chút ảnh hưởng của giai điệu disco, gặp thất bại trên các bảng xếp hạng.
Những album này hoàn tất hợp đồng của bà với United Artists/EMI và Turner rời khỏi hãng. Với chuyến lưu diễn thứ hai, Wild Lady of Rock 'n' Roll, bà tiếp tục trở thành một nghệ sĩ trình bày trực tiếp thành công mà không cần một đĩa thu âm ăn khách. Sau khi xuất hiện trên Hollywood Nights, chương trình truyền hình đặc biệt của Olivia Newton-John tại Mỹ, Turner ký hợp đồng với quản lý Roger Davies của Newton-John. Davies đồng ý hợp tác với Turner như là quản lý sau khi thấy bà trình diễn trong Venetian Ballroom, tại khách sạn Fairmont San Francisco hồi tháng 2 năm 1980.
Davies khuyên Turner nên rời khỏi ban nhạc và dàn dựng lại chương trình của bà theo phong cách rock'n'roll. Năm 1981, Davies đặt lịch cho Tina ở The Ritz, thành phố New York. Sau màn trình diễn, Rod Stewart tuyển Turner song ca bài hát ăn khách của ông, "Hot Legs" trên Saturday Night Live và sau đó hợp tác cùng bà trong chuyến lưu diễn tại Mỹ. Một đêm nhạc với Rod Stewart và Kim Carnes ngày 19 tháng 12 năm 1981 tại L.A. Forum, Inglewood được thu hình lại. Sau đó, Turner mở màn 3 đêm nhạc của The Rolling Stones. Bà cùng Robert Cray trình bày bài hát "Ball of Confusion" của The Temptations, với đội ngũ sản xuất Anh Quốc B.E.F. đạt thành công ở các hộp đêm châu Âu năm 1982. Sau những màn trình diễn với Chuck Berry và những tour ngắn ngày ở Mỹ và châu Âu, Turner xuất hiện tại the Ritz một lần nữa vào tháng 12 năm đó, giúp bà ký kết một hợp đồng với Capitol Records, dưới sự giới thiệu của David Bowie.

### 1983–85:Private DancervàMad Max Beyond Thunderdome

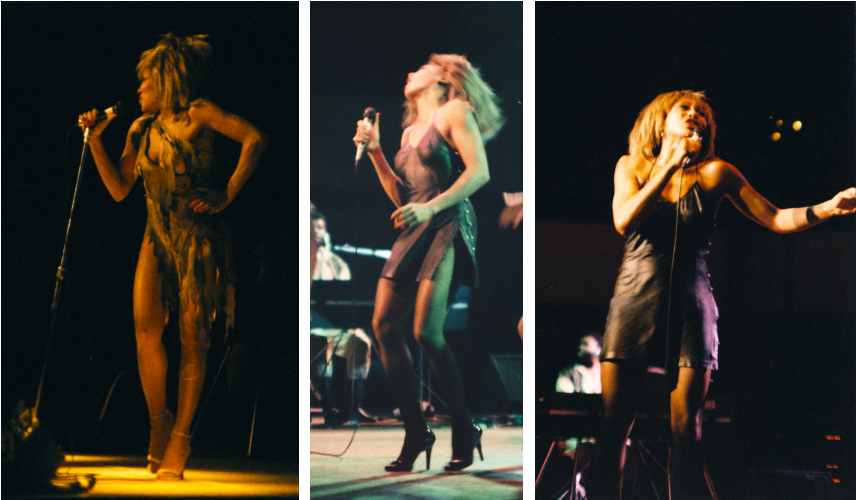
Turner trong một đêm nhạc năm 1984

Tháng 11 năm 1983, Tina và hãng Capitol phát hành bài hát "Let's Stay Together" của Al Green. Bài hát đạt thành công, xuất hiện trên nhiều bảng xếp hạng âm nhạc châu Âu, vươn đến top 10 Anh Quốc và hạng 26 trên Billboard Hot 100, là bài hát đơn ca đầu tiên của bà xếp hạng tại đây. Ca khúc cũng đạt top 10 Hot Dance Club Songs và Hot Black Singles. Thành công của bài hát buộc Capitol phải cân nhắc hợp đồng với Turner, chào mời một hợp đồng 3 album, yêu cầu một album trong thời gian ngắn, điều mà Turner khẳng định trên Ebony là một "sự trở lại tuyệt vời." Thu âm trong hai tháng ở Luân Đôn, album Private Dancer phát hành tháng 6 năm 1984. Cùng tháng đó, Capitol xuất bản đĩa đơn thứ hai "What's Love Got to Do with It", vươn đến top 10 Hoa Kỳ trong chưa đầy 1 tháng và dẫn đầu bảng xếp hạng tại quốc gia này vào tháng 9. Bao gồm nhiều đĩa đơn thành công như "Better Be Good to Me" và "Private Dancer", album này đạt hạng 3 trên Billboard 200, bán hơn 5 triệu bản tại Hoa Kỳ và hơn 20 triệu bản trên toàn cầu, trở thành album thành công nhất của bà. Cuối năm 1985, bà tháng 4 giải Grammy, gồm hạng mục "Thu âm của năm" cho "What's Love Got to Do with It". Tháng 2 năm đó, bà mở đầu chuyến lưu diễn thứ hai, Private Dancer Tour. Một đêm nhạc ở NEC Arena, Birmingham, Anh được ghi hình và phát hành làm video tại gia. Trong thời gian này, bà cũng góp giọng trong bài hát từ thiện "We Are the World" của USA for Africa.
Thành công của Turner tiếp tục khi bà đến Úc để xuất hiện với Mel Gibson trong bộ phim hậu tận thế Mad Max Beyond Thunderdome (1985). Đây là bộ phim đầu tiên bà diễn vai chính trong 10 năm—bà vào vai Aunty Entity, người cai quản Bartertown. Từ khi phát hành, đánh giá đến diễn xuất của bà đa phần là tích cực và bộ phim là một thành công thương mại, đem về hơn 36 triệu đô-la Mỹ tại Hoa Kỳ. Turner sau đó nhận Giải NAACP Image cho "Nữ diễn viên điện ảnh xuất sắc nhất" nhờ vai diễn này. Bà thu hai bài hát ăn khách cho bộ phim, "We Don't Need Another Hero (Thunderdome)" và "One of the Living", giúp bà thắng giải Grammy cho "Trình diễn giọng rock nữ xuất sắc nhất." Turner trình bày tại Live Aid cùng Mick Jagger vào tháng 7 năm đó. Sau khi hát cùng Tina trong một đêm nhạc ở Anh, ca sĩ Bryan Adams ra mắt đĩa đơn song ca với bà mang tên "It's Only Love", giành một đề cử giải Grammy cho "Trình diễn song ca hoặc nhóm nhạc giọng rock xuất sắc nhất".

### 1986–98:Break Every Rule,Foreign Affair,Wildest DreamsvàTwenty Four Seven

Turner trình diễn với Eric Clapton ngày 17 tháng 6 năm 1987 ở Wembley Arena, Anh

Sau Private Dancer, Turner trình làng Break Every Rule năm 1986. Với các đĩa đơn "Typical Male", "Two People" và "What You Get Is What You See", album bán hơn 4 triệu bản trên thế giới. Trước khi phát hành album này, Turner xuất bản cuốn hồi ký thành công về thương mại I, Tina và nhận một ngôi sao trên Đại lộ Danh vọng Hollywood. Chuyến lưu diễn châu Âu Break Every Rule Tour kết thúc vào tháng 3 năm 1988 tại Munich, Đức, mở rộng kỷ lục bán vé và khán giả tham dự của bà. Thành công của hai chương trình lưu diễn giúp cho đĩa trực tiếp Tina Live in Europe được ra mắt vào tháng 4. Bà trở lại với Foreign Affair (1989), bao gồm một trong những bài hát trứ danh của Turner, "The Best." Bà tiếp tục tổ chức Foreign Affair Tour để quảng bá cho album này tại châu Âu. Trong khi Foreign Affair đạt chứng nhận Vàng ở Hoa Kỳ, các đĩa đơn "The Best" và "Steamy Windows" cũng vươn đến top 40 tại quốc gia này.
Tina và Ike ký kết thỏa thuận cho bộ phim tiểu sử What's Love Got to Do with It (1993). Phim có diễn xuất của Angela Bassett vai Tina và Laurence Fishburne vai Ike, nhận hai đề cử giải Oscar cho "Nam diễn viên xuất sắc nhất" và "Nữ diễn viên xuất sắc nhất". Turner đóng góp bài hát top 10 Hoa Kỳ cho bộ phim, "I Don't Wanna Fight." Bà giúp đỡ Bassett với trang phục, phong cách nhảy và xuất hiện ở cuối bộ phim. Sau khi mở màn cho chuyến lưu diễn đầu tiên ở Mỹ trong 7 năm, What's Love? Tour, Turner chuyển đến Thụy Sĩ và nghỉ ngơi trong vòng 1 năm.
Turner trở lại vào 1995 với bài hát của U2, "GoldenEye" nằm trong bộ phim James Bond cùng tên. Thành công lớn tại châu Âu và Hoa Kỳ của bài hát giúp Turner thu âm album mới, Wildest Dreams (1996). Dù bản thân album này không quá nổi trội ở Hoa Kỳ, nhưng nhờ vào Wildest Dreams Tour và xuất hiện trong quảng cáo của hãng Hanes, album này đạt chứng nhận Vàng ở Hoa Kỳ. Tại châu Âu, album giữ chứng nhận Bạch kim, với nhiều bài hát ăn khách "Whatever You Want", "Missing You", "Something Beautiful Remains" và bản song ca "In Your Wildest Dreams" với Barry White. Sau khi kết thúc lưu diễn năm 1997, Turner nghỉ ngơi một thời gian nữa trước khi xuất hiện trên chương trình Divas Live '99 của VH-1.
Năm 1998, bản song ca "Cose della vita" với nhạc sĩ Ý Eros Ramazzotti trở nên ăn khách tại châu Âu. Trước khi ăn mừng sinh nhật lần thứ 60, Turner phát hành bài hát dance "When the Heartache Is Over" và album Twenty Four Seven tháng kế tiếp tại châu Âu và tại Bắc Mỹ vào đầu năm 2000. Album giành chứng nhận Vàng ở Mỹ. Twenty Four Seven Tour trở thành chuyến lưu diễn thành công nhất của bà và của thập niên 2000, với 100 triệu đô-la Mỹ doanh thu. Sau đó, Turner thông báo tạm ngưng các hoạt động âm nhạc.

### 2003–nay: Trở lại sân khấu
Năm 2003, bà thu âm bản song ca "Great Spirits" với Phil Collins trong bộ phim Disney Brother Bear. Năm 2004, Tina xuất hiện lần đầu tiên sau thông báo tạm nghỉ ngơi, phát hành album tổng hợp All the Best và đĩa đơn "Open Arms", bán hơn 1 triệu bản tại Hoa Kỳ. Tháng 11, Turner phát hành All the Best – Live Collection và được Hiệp hội Công nghiệp ghi âm Hoa Kỳ chứng nhận Bạch kim. Turner góp giọng trong "Teach Me Again" với Elisa, nằm trong nhạc phim All the Invisible Children, đạt hạng 1 ở Ý. Năm 2007, Turner trình diễn lần đầu tiên trong 7 năm, trong đêm nhạc từ thiện Cauldwell's Children Charity ở Bảo tàng Lịch sử Tự nhiên London. Năm đó, Turner trình bày "Edith and The Kingpin" của Joni Mitchell trong album tưởng niệm của Herbie Hancock, River: The Joni Letters. Giọng ca của Turner trong bài hát "The Game of Love" của Carlos Santana bị hãng đĩa thay thế bởi Michelle Branch.

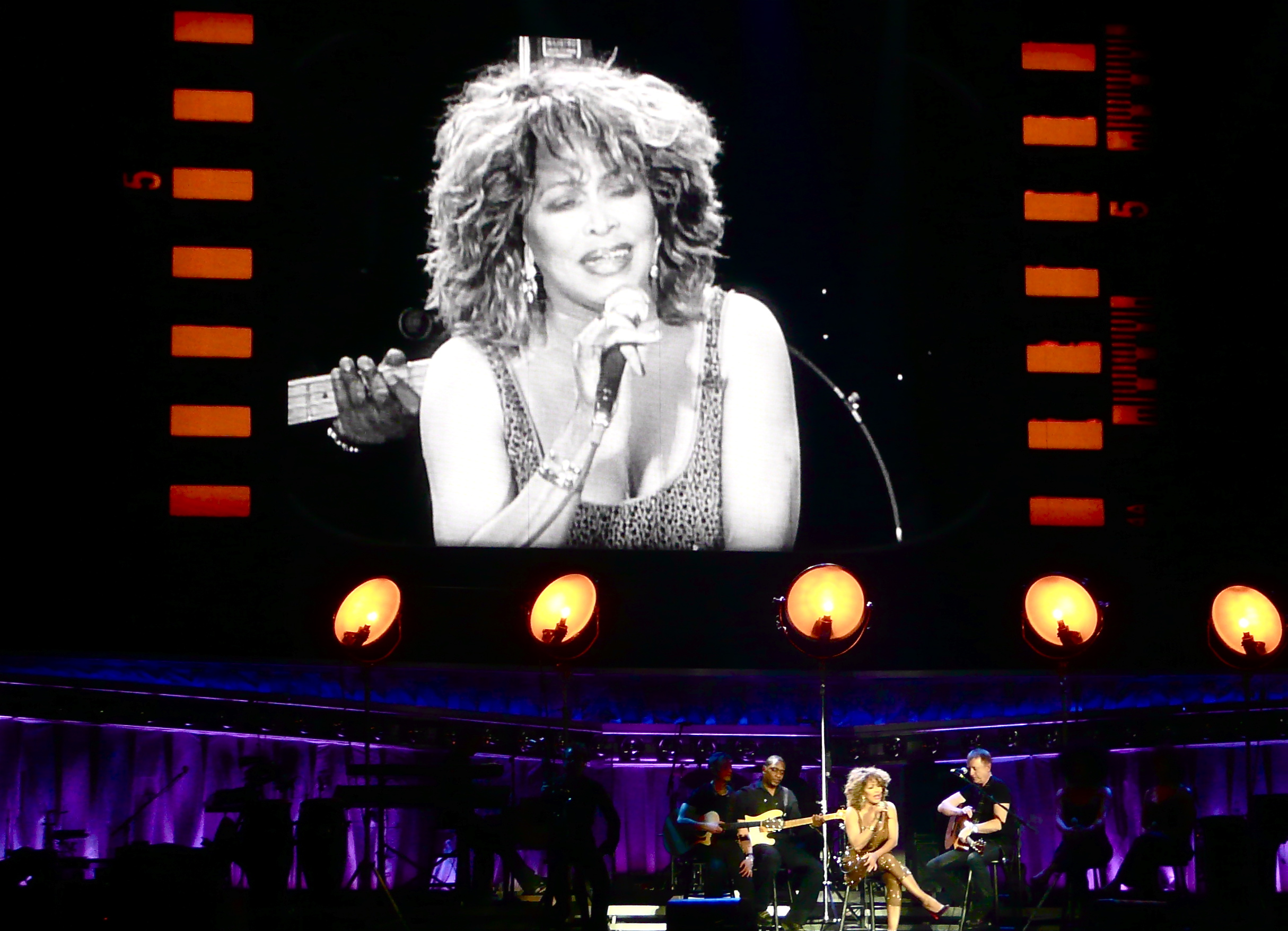
Turner trình diễn năm 2009

Ngày 12 tháng 12 năm 2007, Ike Turner qua đời vì dùng cocaine quá liều. Ông cũng mắc bệnh về tim mạch và khí phế thũng lúc qua đời. Turner đưa ra một thông báo thông qua người đại diện, "Tina không hề liên lạc với Ike hơn 30 năm. Sẽ không có bình luận nào thêm." Turner trở lại vào tháng 2 năm 2008 tại giải Grammy lần thứ 50, trình diễn với Beyoncé. Tháng 10 năm 2008, Turner mở màn chuyến lưu diễn đầu tiên trong gần 10 năm với Tina!: 50th Anniversary Tour. Để quảng bá, bà ra mắt một album tổng hợp khác, Tina! và phát hành album trực tiếp/DVD Tina Live. Năm 2009, Turner tham gia dự án Beyond với nhạc sĩ Regula Curti, Selda Bagcan và Dechen Shak Dagsay. Album đầu tiên của họ, Buddhist And Christian Prayers kết hợp bài kinh Phật và âm nhạc của Công giáo, với thông điệp do Turner đọc. Album đạt hạng 7 tại Thụy Sĩ.
Tháng 4 năm 2010, bài hát ăn khách năm 1989 của Turner "The Best" trở lại UK Singles Chart ở vị trí thứ 9, nhờ một chiến dịch online của người hâm mộ Câu lạc bộ bóng đá Rangers. Năm 2011, album thứ hai của Beyond Children - With Children United In Prayer phát hành tại Thụy Sĩ. Bà quảng bá album này trên truyền hình Đức và Hà Lan vào tháng 12 năm đó. Tháng 5 năm 2012, Turner xuất hiện ở chương trình thời trang Bắc Kinh để ủng hộ Giorgio Armani. Turner trở thành nhân vật lớn tuổi nhất thế giới góp mặt trên bìa tạp chí Vogue, khi ở tuổi 73 trong số phát hành tháng 4 năm 2013. Tháng 2 năm 2014, Parlophone Records phát hành một album tổng hợp mới mang tên Love Songs. Album thứ ba của Beyond, Love Within ra mắt với một vài bài hát Phúc âm.

## Đời tư

### Mối quan hệ và hôn nhân

#### Raymond Hill
Sau khi dời đến St. Louis, Tina (lúc này tên là Anna Mae Bullock) và chị gái bắt đầu thân thiết với thành viên nhóm Kings of Rhythm—Anna Mae hẹn hò với nghệ sĩ saxophone của nhóm, Raymond Hill. Sau khi Anna Mae hạ sinh con trai Craig với Hill, mối quan hệ của họ trở nên căng thẳng. Theo báo cáo, sau khi biết cả hai gây gổ, Ike và các thành viên Kings of Rhythm đương đầu với Hill và đánh ông ta, với một người khiến ông ngã nhào, làm gãy chân ngay lập tức. Sự cố khiến Hill phải trở về Clarksdale, Mississippi. Ike sau đó nhận nuôi Anna Mae và con trai của Hill, đổi họ của đứa bé một cách hợp pháp.

#### Ike Turner
Mối quan hệ giữa Tina và Ike lúc đầu rất thân thiện và "giống như anh em ruột." Cuối năm 1958, Tina dời về ở cùng nhà của Ike tại East St. Louis. Trong thời gian này, Ike bắt đầu luyện tập thanh nhạc cùng Tina. Ban đầu, cả hai không thu hút lẫn nhau; Tina cảm thấy Ike không phải là "người đàn ông lý tưởng", còn Ike xem bà là em gái và ưa chuộng "những phụ nữ đẫy đà" hơn. Ike vẫn còn kết hôn hợp pháp với người vợ Lorraine Taylor vào lúc này.

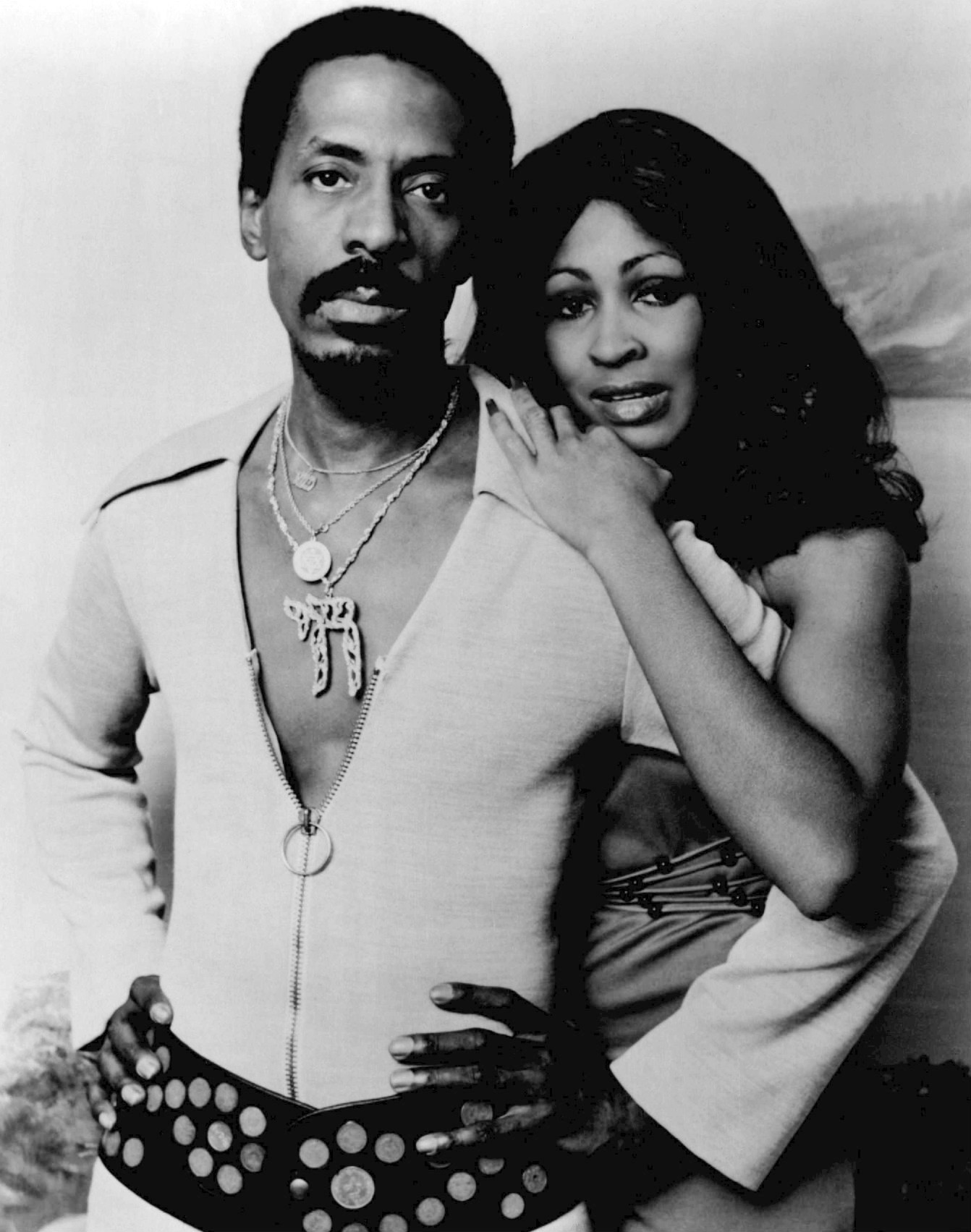
Ike và Tina Turner xuất hiện trên The Midnight Special năm 1975.

Năm 1959, Ike và Tina bắt đầu tiến đến quan hệ tình cảm, khiến Tina bất mãn. Ike cũng cảm thấy tội lỗi về mối tình này, khẳng định lúc quan hệ với Tina cũng giống như đang ân ái với một người em gái. Trong cuốn sách của mình, Tina khẳng định họ kết hôn ở Tijuana năm 1962. Bà nhớ lại lần đầu tiên bị Ike bạo hành cơ thể sau khi bà bảo đang nghĩ tới chuyện rời khỏi nhóm của Ike vì tranh chấp tài chính và mối quan hệ mập mờ của họ. Tina kể rằng Ike đã lấy chiếc khuôn giày và đập vào đầu bà. Không lâu sau, Ike muốn quan hệ với bà. Tina mô tả đó là lần đầu tiên Ike gieo "nỗi sợ hãi" trong bà.
Lời mô tả của Ike về mối quan hệ với Tina, bao gồm những tai nạn lạm dụng, rất khác biệt. Trong một cuộc phỏng vấn năm 1985 với Spin, Ike thừa nhận "Đúng vậy, tôi đã đánh cô ta, nhưng tôi không đánh nhiều hơn một người đàn ông bình thường ra tay với vợ của họ.... Nếu cô ta bảo tôi lạm dụng, thì có thể tôi đã làm thế." Trong cuốn hồi ký Taking Back My Name (1999), ông viết: "Phải, tôi đã tát Tina.... Có nhiều lần tôi đấm cô ta xuống đất mà không cần nghĩ ngợi. Nhưng tôi chưa bao giờ đánh ả."
Ike cũng nhiều lần khẳng định ông và Tina chưa bao giờ kết hôn một cách hợp pháp. Trên tạp chí Spin năm 1985, Ike phát biểu "Có Chúa chứng giám, với tất cả các người vợ của tôi, Tina là người duy nhất tôi chưa bao giờ chính thức kết hôn." Ike bảo mình đã kết hôn ít nhất 14 lần và 5 lần trước khi kết hôn với Tina. Tina thừa nhận mình "chưa bao giờ cảm thấy như [bà] đã kết hôn" với Ike. Một nhạc sĩ quen biết đến Ike sau này nhớ lại, ngoài một vài cuộc cãi vã, ông chưa bao giờ chứng kiến Ike bạo hành Tina hay người thân thiết nào khác.
Trước một chương trình ở Los Angeles năm 1968, Tina đã cố gắng tự tử khi nuốt 50 viên Valium sau một trận cãi vã với Ike. Sau khi họ xô xát tại Dallas tháng 7 năm 1976, Tina đệ đơn ly dị. Vụ ly hôn hoàn tất khi Tina chịu trách nhiệm cho những đêm nhạc bị hủy cũng như khoản tiền IRS và yêu cầu giữ lại nghệ danh để làm việc như một nhà biểu diễn. Sau khi ly hôn, Turner khẳng định phải phẫu thuật chỉnh lại vùng ngăn mũi vì bị Ike đánh đập thường xuyên. Turner cho rằng mình không phải là "nạn nhân" trong cuộc bạo hành của Ike như mọi người vẫn nghĩ, khẳng định bà đã tranh cãi với đạo diễn của bộ phim tiểu sử What's Love Got to Do with It (1993) về miêu tả của bà trong bộ phim.
Nhiều người bạn và họ hàng của Ike cho rằng ông chưa bao giờ hoàn toàn cắt đứt mối quan hệ với Tina sau khi ly hôn. Con trai Ronald của họ có lần biết được Ike từng thi thoảng về nhà và rình mò địa chỉ của Tina. Sau khi ly hôn Ike năm 1978, Tina né tránh nhiều mối quan hệ trong thời gian dài, mong muốn đưa sự nghiệp của mình trở lại.

#### Erwin Bach
Lúc ở một bữa tiệc ăn mừng của hãng thu âm tại Luân Đôn năm 1985, Tina gặp nhà điều hành âm nhạc người Đức Erwin Bach. Ban đầu là bạn, Turner và Bach bắt đầu hẹn hò một năm sau đó. Vào tháng 7 năm 2013, sau khi thân thiết suốt 27 năm, cả hai kết hôn thầm lặng tại bờ Hồ Zurich, ở Küsnacht, bắc Hà Lan.

### Con cái
Turner có hai người con trai. Người con đầu, Raymond Craig, sinh năm 1958 khi Turner mới 18 tuổi, là con của nhạc sĩ saxophone Kings of Rhythm Raymond Hill. Người con thứ hai, Ronald Turner, sinh vào tháng 10 năm 1960, là đứa con duy nhất giữa Turner và Ike Turner.
Sau khi chuyển đến Los Angeles năm 1960, người vợ ghẻ lạnh của Ike Turner, Lorraine Turner, bỏ lại con trai của bà và Ike, Ike Jr. (sinh 1958) và Michael (sinh 1959). Trong phiên tòa xét xử ly hôn của Ike và Lorraine, Ike gửi 4 đứa trẻ ở nhà Tina. Năm 1985, Ike buộc tội Tina làm mẹ không tốt, thậm chí còn cho rằng bà gửi Michael đến bệnh viện tâm thần. Tina phủ nhận và tiết lộ với tạp chí Úc TV Week, "ông ấy đẩy những đứa trẻ ấy cho tôi mà không đưa một đồng để chăm lo cho chúng."

### Tín ngưỡng
Turner đôi khi gọi mình là "người theo đạo Phật và Báp-tít", phản ánh xuất thân từ nhà thờ Báp-tít và sự chuyển giao sang Phật giáo sau này. Trong một cuộc phỏng vấn 2016, Turner khẳng định "Tôi xem mình là một Phật tử."
Turner được giới thiệu tới đạo Phật Nichiren Shoshu năm 1971 bởi vũ công Jackie Stanton, nhớ lại một cảnh trong bộ phim tiểu sử What's Love Got to Do with It.  Turner viết trong quyển tự truyện rằng bà tụng kinh Nam Myoho Renge Kyo trước khi thu âm ở phòng thu Bolic Sound của Ike. Cùng năm đó, bà bắt đầu theo Phật giáo Nichiren và xem đây là điều giúp bà vượt qua nhiều thời gian khó khăn. Bà trở thành một Phật tử độc lập từ ngày 28 tháng 11 năm 1991. Turner phát biểu mình cầu nguyện và đọc kinh mỗi ngày, gọi "Nam Myoho Renge Kyo giống như một bài hát".

### Cư trú và quốc tịch
Turner sống trong căn nhà bờ hồ Château Algonquin, tại Küsnacht, cạnh Zurich từ khi chuyển đến đó năm 1994. Bà sở hữu tài sản ở Cologne, Luân Đôn và một căn biệt thự ở French Riviera tên là Anna Fleur.
Ngày 25 tháng 1 năm 2013, Turner yêu cầu nhập quốc tịch Thụy Sĩ và từ bỏ quốc tịch Mỹ. Tháng 4, bà làm một bài kiểm tra bắt buộc để nhập quốc tịch, bao gồm kiến thức về tiếng Đức và lịch sử Thụy Sĩ. Ngày 22 tháng 4 năm 2013, bà trở thành công dân Thụy Sĩ và được cấp hộ chiếu Thụy Sĩ. Turner ký giấy tờ từ bỏ quyền công dân Mỹ ở Bern ngày 24 tháng 10 năm 2013.

## Thành tựu và công nhận

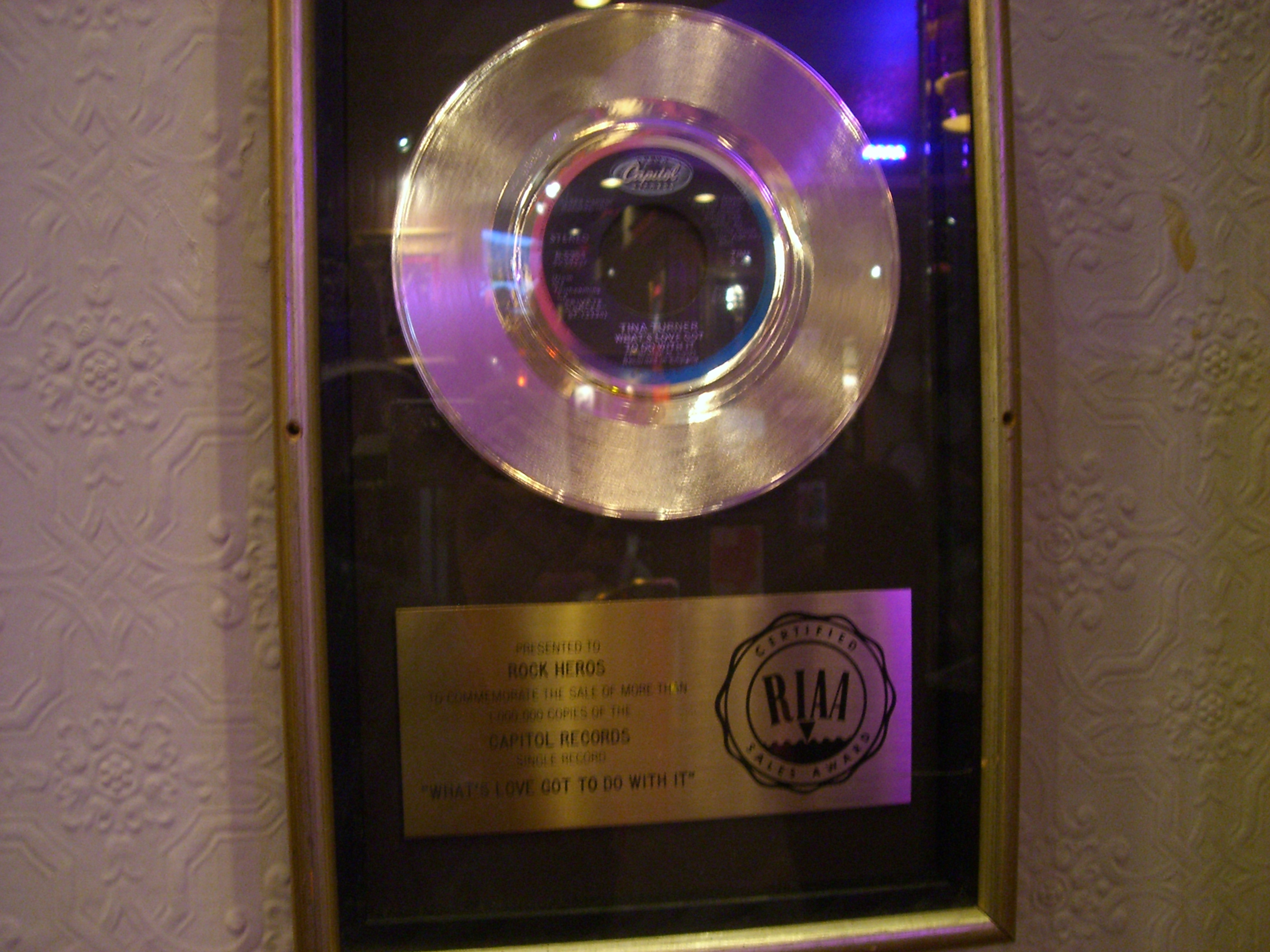
Chứng nhận Bạch kim cho đĩa đơn "What's Love Got To Do With It"

Turner nổi tiếng bởi những màn trình diễn sôi động trên sân khấu, chất giọng nội lực và sự nghiệp kéo dài, giúp bà được mệnh danh là "Nữ hoàng nhạc Rock 'n' Roll". Sách Kỷ lục Guinness thông báo rằng Turner có lượng vé bán ra nhiều hơn bất kể một nghệ sĩ trình diễn đơn ca nào trong lịch sử. Tháng 1 năm 1988, Turner trình diễn với Paul McCartney trước đám đông lớn nhất (khoảng 184.000 người) ở Maracanã Stadium, tại Rio de Janeiro, Brazil, mang về cho bà một kỷ lục Guinness cho lượng khán giả trong một đêm hòa nhạc rock đông đảo nhất. Kỷ lục này bị Jean Michel Jarre phá đổ vào tháng 9 năm 1997. Năm 2002, Tennessee State Route 19 giữa Brownsville và Nutbush được đặt tên thành "Tina Turner Highway."
Doanh số album và đĩa đơn của Turner trên toàn cầu xấp xỉ đạt 100 triệu bản. Bà là chủ nhân của 7 giải Grammy và 3 giải của Đại lộ danh vọng Grammy dành cho các đĩa đơn "River Deep - Mountain High" (1999), "Proud Mary" (2003) và "What's Love Got To Do With It" (2012). Rolling Stone xếp bà ở vị trí thứ 63 trong danh sách "100 nghệ sĩ vĩ đại nhất" và vị trí thứ 17 trong "100 ca sĩ vĩ đại nhất". Tháng 12 năm 2004, Turner được vinh danh tại Kennedy Center Honors, Washington, D.C. Tại đó, Tổng thống George W. Bush khen ngợi "kỹ năng bẩm sinh, nguồn năng lượng và sức gợi cảm" của Turner. Ike & Tina được vinh danh tại Đại sảnh Danh vọng Rock and Roll năm 1991 và Turner sở hữu một ngôi sao trên Đại lộ Danh vọng Hollywood, đặt ngày 28 tháng 8 năm 1986.

## Danh sách đĩa nhạc
- Tina Turns the Country On! (1974)
- Acid Queen (1975)
- Rough (1978)
- Love Explosion (1979)
- Private Dancer (1984)
- Break Every Rule (1986)
- Foreign Affair (1989)
- What's Love Got to Do With It (1993)
- Wildest Dreams (1996)
- Twenty Four Seven (1999)

## Lưu diễn
- 1977: Australian Tour
- 1978–79: The Wild Lady of Rock Tour
- 1982: Nice 'n' Rough Tour
- 1984: 1984 World Tour
- 1985: Private Dancer Tour
- 1987–88: Break Every Rule World Tour
- 1990: Foreign Affair: The Farewell Tour
- 1993: What's Love? Tour
- 1996–97: Wildest Dreams Tour
- 2000: Twenty Four Seven Tour
- 2008–09: Tina!: 50th Anniversary Tour

## Sự nghiệp điện ảnh
| Điện ảnh    | Điện ảnh                              | Điện ảnh                | Điện ảnh |
| Năm         | Tựa đề                                | Vai                     | Ghi chú |
| ----------- | ------------------------------------- | ----------------------- | --- |
| 1970        | Gimme Shelter                         | Chính bà                | Phim tài liệu |
| 1971        | Taking Off                            | Chính bà                | |
| 1975        | Tommy                                 | The Acid Queen          | |
| 1976        | All This and World War II             | Chính bà                | Phim tài liệu |
| 1978        | Sgt. Pepper's Lonely Hearts Club Band | Our Guests at Heartland | |
| 1979        | John Denver and the Ladies            | Chính bà                | Chương trình tạp kỹ |
| 1985        | Mad Max Beyond Thunderdome            | Aunty Entity            | Thắng (1986) – Giải NAACP Image cho Nữ diễn viên điện ảnh xuất sắc nhất                                                                                         |
| 1993        | What's Love Got to Do with it         | Chính bà                | Lồng giọng hát cho Angela Bassett |
| 1993        | Last Action Hero                      | The Mayor               | |
| Truyền hình |                                       |                         | |
| Năm         | Tựa đề                                | Vai                     | Ghi chú |
| 1966        | The Big T.N.T. Show                   | Chính bà                | Phim tài liệu |
| 1970        | It's Your Thing                       | Chính bà                | Phim tài liệu |
| 1971        | Soul to Soul                          | Chính bà                | Phim tài liệu |
| 1985        | Saturday Night Live                   | Chính bà                | Trình bày "What's Love Got to Do With It", "Better Be Good to Me" và "Private Dancer"; vào vai Mrs. Malone trong tiểu phẩm cùng với Martin Short vai Ed Grimley |
| 2000        | Ally McBeal                           | Chính bà                | Vai phụ Tập: "The Oddball Parade" |
| 2005        | Care Bears                            | Cheer Bear              | Mùa 3-5 |